# Кутушево (Мечетлинский район)
Кутушево (баш. Ҡотош) — деревня в Мечетлинском районе Республики Башкортостан Российской Федерации. Входит в состав Лемез-Тамакского сельсовета.

## География

### Географическое положение
Находится на левом берегу реки Ай.
Расстояние до:
- районного центра (Большеустьикинское): 16 км,
- центра сельсовета (Лемез-Тамак): 1 км,
- ближайшей ж/д станции (Сулея): 110 км.

## Население
| 1816 | 1834 | 1850 | 1859 | 1865 | 1897 |
| ---- | ---- | ---- | ---- | ---- | ---- |
| 90   | ↗111 | ↗131 | ↗143 | ↗164 | ↗225 |
| 1920 | 1939 | 1959 | 1970 | 1979 | 1989 |
| ↗275 | ↗302 | ↗363 | ↘359 | ↘338 | ↗363 |
| 2002 | 2009 | 2010 |      |      |      |
| ↘360 | ↗389 | ↘361 |      |      |      |

Национальный состав
Согласно переписи 2002 года, преобладающая национальность — башкиры (99 %).

## Религия
В деревне есть мечеть.